# Boutique

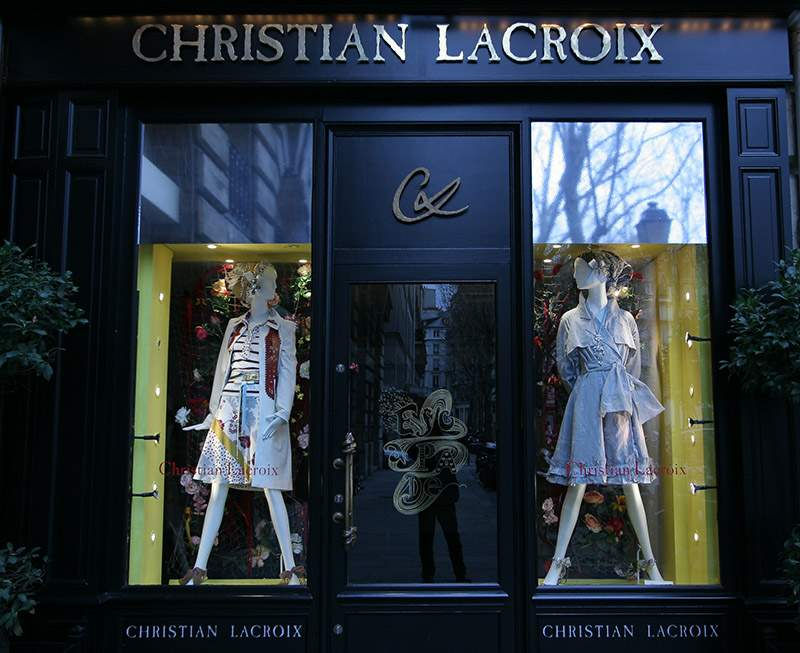
Aparador d'una boutique de Christian Lacroix.

Una boutique (neologisme francès per "botiga") és un tipus d'establiment comercial especialitzat en articles de gamma alta o de luxe o productes exclusius.